# IPad

iPad je serija tablet računala koju je dizajnirala i plasirala tvrtka Apple Inc. prvenstveno kao platformu za audiovizualne medije kao što su knjige, filmovi, glazba, računalne igrice, aplikacije i internetski sadržaji. Veličinom spada između smartphoneova i prijenosnih računala. iPad radi na operacijskom sustavu iOS, istom kao i na Appleovom iPod Touchu i iPhoneu.
Poput iPhonea i iPod Toucha, iPadom se upravlja multitouch kapacitivnim zaslonom za razliku od prethodnih tablet računala koja su koristila rezistivne zaslone. Unutar svake iPad generacije modeli se razlikuju po mogućnosti povezivanja (Wi-Fi/3G,4G) i kapacitetom memorije (16, 32, 64,128, 256 ili 512 GB-a).
Prvi model pušten je u prodaju 3. travnja 2010. godine.

## Službeni dodaci
| Smart Cover             |  | Smart Cover je navlaka koja se spaja na uređaj pomoću magneta i može se savinuti u tri pozicije u kjima služi kao postolje za uređaj.                        |
| Smart Case              |  | Smart Case je identičan Smart Coveru samo što još ima i stražnju zaštitu.                                                                                    |
| iPad Dock               |  | iPad Dock je dodatak koji se spaja na uređaj (samo iPad 2 i iPad 3) putem 30-pin ulaza na dnu uređaja (onaj putem kojeg se uređaj puni).                     |
| Apple Wireless Keyboard |  | Bežična tipkovnica koja dolazi uz iMac se može spojiti i s iPad uređajima putem Bluetootha.                                                                  |
| AirPods                 |  | Bežične slušalice koje su reklamirane uz iPhone 7. |
| Apple Pencil            |  | Apple Pencil je digitalna olovka koja se koristi uz novije iPad uređaje koji ju podržavaju (npr. iPad Pro uz kojeg je puštena u prodaju 11. studenog 2015.). |
| Smart Keyboard          |  | Smart Keyboard je tipkovnica koja se spaja na iPad Pro poput one za Microsoft Surface uređaje.                                                               |
| Silicone Case           |  | Silikonska maskica (svaki iPad ima svoju). |

## Popis modela
- iPad (prva generacija)
- iPad 2
- iPad (treća generacija)
- iPad (četvrta generacija)
- iPad Mini
- iPad Air
- iPad Mini 2
- iPad Air 2
- iPad Mini 3
- iPad Pro
- iPad Mini 4
- iPad Pro 9,7"
- iPad (2017)
- iPad Pro 10,5" (2017)
- iPad Pro 12,9" (2017)
- iPad (2018)